# Phan Khắc Sửu
Phan Khắc Sửu (* 1893; † 1970) war ein südvietnamesischer Politiker, der von 1964 bis 1965 Staatspräsident war.

## Biographie
Landwirtschaftsingenieur und Mitglied der Cao Đài-Kirche, gehörte er dem Kabinett von Kaiser Bảo Đại an. Unter Präsident Ngô Đình Diệm war er kurzzeitig politischer Häftling.
Von 1964 bis 1965 war er Staatspräsident der Republik Vietnam.
| Personendaten    | Personendaten                |
| ---------------- | ---------------------------- |
| NAME             | Phan Khắc Sửu                |
| KURZBESCHREIBUNG | südvietnamesischer Politiker |
| GEBURTSDATUM     | 1893                         |
| STERBEDATUM      | 1970                         |